# Beatmatching
Als Beatmatching (auch Beatmixing) bezeichnet man das taktgenaue Synchronisieren der Geschwindigkeit zweier Schallplatten durch einen DJ. Dabei wird der Schlagzeugrhythmus (Beat) beider Platten so ineinandergemischt, dass der Übergang zwischen beiden Musikstücken (Tracks) kontinuierlich wirkt und oft unbemerkt geschieht.
Das Beatmatching ist eine der Grundtechniken, die ein DJ beherrschen muss. Dies gilt insbesondere für DJs, die Platten der Disco-orientierteren Musikstile wie zum Beispiel Techno, House oder Jungle auflegen, während in den Hip-Hop-verwandten Musikrichtungen mehr Wert auf Scratching und Beatjuggling gelegt wird.

## Technik
Die Technik setzt zwei Plattenspieler (Turntables) voraus, deren Abspielgeschwindigkeit pitchbar, das heißt über einen Schieberegler veränderbar ist. Deren Signale sollten durch einen Crossfader (bzw. per Linefader) überblendbar sein und man benötigt einen Kopfhörer, auf dem man beide Plattenspieler unabhängig vom Crossfader hören kann. Die Plattenspieler sollten deshalb vom selben Typ sein, damit ihre Eigenschaften wie Gleichlaufschwankungen und Motorkraft möglichst ähnlich (wenn nicht sogar annähernd identisch) sind, da das Beatmatching ansonsten zu einer unmöglichen Angelegenheit werden kann.
Moderne Software ist in der Lage, mehrere Stücke am Computer ineinander übergehen zu lassen (zu mixen), es wird also kein Plattenspieler mehr benötigt. Die Programme analysieren die BPM-Zahl und passen diese ggf. an. Diese Art des computergestützten Beatmatchings findet durch professionelle Hybridlösungen wie Final Scratch oder Rane Serato Scratch Live auch bei klassischen Vinyl-DJs eine immer höhere Verbreitung. Durch das einfachere und schnellere Angleichen der Tracks mit grafischer Rückmeldung in Form von BPM- und Waveform-Anzeige bleibt dem DJ mehr Zeit für andere kreative Handgriffe.

## Verfahren

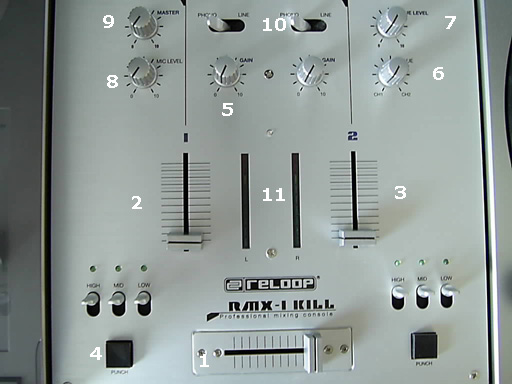
Einfacher Mixer

Die Ausgangssituation sieht folgendermaßen aus: Die Schallplatte auf Turntable Nr. 1 läuft, während auf dem unbenutzten Turntable Nr. 2 eine andere neue Schallplatte liegt. Auf dieser neuen Platte sucht man sich zuerst im Kopfhörer eine Stelle, an der sich deutlich hörbar ein Anfang eines Taktes oder besser noch eines mehrtaktigen Schemas befindet. Nun wartet man ab, bis auf der laufenden Platte ein ebensolcher Takt- oder Schemaanfang beginnt. Dabei orientiert man sich am besten an einem regelmäßig auftretenden Geräusch, zum Beispiel der Bassdrum oder einer Hi-Hat. In diesem Moment lässt man die neue Platte anlaufen und achtet auch hier auf ein regelmäßiges Geräusch. Man vergleicht nun das zeitliche Auftreten des jeweils markanten Geräusches auf beiden Platten und stellt fest, ob das Geräusch der Platte auf Turntable 2 das frühere oder das spätere ist. Wenn die neue Platte früher liegt, ist sie zu schnell, das heißt, man verringert ihre Abspielgeschwindigkeit am Plattenspieler, pitcht sie also herunter. Danach dreht man sie zurück zum Startpunkt und versucht es noch einmal. Wenn die neue Platte später liegt, dann ist sie zu langsam; man wird sie vor dem Zurückdrehen an den Startpunkt ein wenig beschleunigen, indem man sie hochpitcht. Nach einigen Wiederholungen sollte man beide Platten etwas länger parallel im Kopfhörer beobachten können, bis wieder eine der beiden zu schnell oder zu langsam ist.
Jetzt kann man, statt jedes Mal wieder von vorne anzufangen, die neue Platte auch mit dem Finger auf dem Etikett oder am Rand des Plattentellers bremsen oder auch beschleunigen, bevor man das Pitching des Plattenspielers anpasst. Profis beherrschen hier hingegen in der Regel das sogenannte Pitchbending: Dabei wird der Pitchregler kurz in eine extreme Stellung gebracht, um die Platte wieder in den Takt zu bringen, und danach sofort wieder in die Ausgangsstellung gebracht. Dies erfordert sehr viel Erfahrung, denn nach dem Vorgang muss der Regler wieder an exakt derselben Stelle stehen wie davor.
Abschließend sucht man auf der neuen Platte noch einmal einen Startpunkt und startet sie synchron zum Startpunkt der laufenden Platte, und im Idealfall kann man nun langsam mit dem Crossfader zuerst beide Platten zugleich spielen, um dann ganz auf die neue Platte zu wechseln. Bestenfalls ist dieser Übergang von den Zuhörern unbemerkt. Dazu kann man außerdem mit Hilfe der Klangfarbeneinsteller (EQs), die bestenfalls mit einer „Killfunktion“, (Kill = ein völliges Auslöschen der jeweiligen Frequenz, also Abschwächung von mindestens −32 dB) ausgestattet sein sollten, etwas nachhelfen, so dass die Übergänge noch glatter und sauberer erscheinen.